# Christoph Johann Friedrich von Medem

C. J. F. von Medem (Ölgemälde von Anton Graff)

Christoph Johann (Jeannot) Friedrich Reichsgraf von Medem (* 13. August 1763 in Mesothen; † 24. Februar 1838 in Mitau) war deutsch-baltischer  Geheimrat in russischen Diensten und kaiserlich-russischer Kammerherr. Er war der Stifter des zweiten gräflichen Zweiges zu Elley.

## Leben

### Herkunft
Er stammte aus dem Geschlecht der Freiherren und Grafen von Medem und war der zweite Sohn des 1779 in den Reichsgrafenstand erhobenen Johann Friedrich von Medem (1722–1785) und der Louisa Charlotta von Manteuffel genannt Szoege (1732–1763). Sein älterer Bruder, Karl Johann Friedrich von Medem (1762–1827), war der Begründer des gräflichen Zweiges zu Rempten und Altautz. Die Schwester der beiden, Dorothea von Medem (1761–1821), heiratete Herzog Peter von Biron von Kurland (1724–1800).

### Werdegang
Medem erfuhr eine gute Ausbildung und kam auf Vermittlung seines Vaters an den Hof des preußischen Königs Friedrich II. Danach diente er in der Preußischen Armee und nach dem Tod Friedrichs des Großen im Jahre 1786 am Hof von dessen Neffen und Nachfolger Friedrich Wilhelm II. Nach dessen Tod zog Medem nach Sankt Petersburg und trat als Kammerherr in den Dienst des Zaren Paul I. Als Kapitän und Adjutant des Generals Rajewski erwarb Medem am 6. September 1813 während der Befreiungskriege den Orden Pour le Mérite.
Medem lebte auf Elley in Kurland und war Herr der Herrschaften Elley, Blieden, Dürben, Sehmen, Abgunst, Grünfeld, Abgulden, Duhren und Jordanitz.

### Familie
Er heiratete am 18. Januar 1799 in St. Petersburg die Gräfin Maria Louise Ernestine von der Pahlen (* 18. September 1778 in Kautzemünde; † 23. März 1831 in Mitau), Tochter des Grafen Peter Ludwig von der Pahlen (1745–1826) und der Juliane op dem Hamme genannt Schoeppingk (1750–1814). Aus der Ehe gingen folgende Söhne hervor:
- Paul (* 1800)
- Peter (1801–1877), Majoratsherr der Herrschaft Elley, Landesbevollmächtigter von Kurland, kaiserlich-russischer Kammerherr und wirklicher Staatsrat, ⚭ 1825 Julie Baronesse von Behr (1807–1863)
- Alexander (* 1803)
- Theodor (1805–1890) ⚭ 1864 Alexandrine Fürstin von Lieven (1831–1914)
- Ludwig (1814–1891) ⚭ 1843 Sophie von Löwenstern (1823–1906)
- Julius (* 1814), Zwilling von Ludwig